# Иван Вишенски
Иван Вишенски (укр. ез. Іва́н Ви́шенський, ок. 1550 – 1621) – украински православен монах, религиозен и литературен деец от епохата на Късното средновековие. Популярен е с ортодоксалните си полемични творби, насочени срещу гръко-католицизма и решенията от Брестката църковна уния от 1596 г. Канонизиран за преподобен на 20 юли 2016 г. от Украинската православна църква (Московска патриаршия). Автор е на много религиозни и полемически произведения, които са насочени срещу католическата църква. В украинската литература, като автор на поучителни слова, той навлиза в края на 16 и първата четвърт на 17 век. В произведенията си Вишенски се подписва като Іоанн Міх із Вишень.

## Биография
Има много спорове по отношение на идентичността и биографията на Иван Вишенски. Роден е в средата на XVI век, около 1550 г., в Судова Вишня (край гр. Лвов). Точната дата на раждане и кръщелното му име и до днес остават неизвестни. Иван (Йоан) е монашеското му име, а Вишенски произлиза или от фамилията на феодалния род Вишенски, които владеят Судова Вишня, или от самото селище. Вероятно произхода на автора е древно естонски. Относно неговото образование се знае, че за него голяма роля изиграва Острожката книжовна школа, имайки предвид активните му контакти с преподаватели и дейци, които са били част от нея. 
Към края на 16 век, Иван Вишенски отива в Атон, където става част от аскетичното движение. Там той прекарва голяма част от живота си. За кратко, през годините около 1604 – 1606, авторът се завръща в Украйна - в Лвов. Там той обаче остава силно разочарован, а причината за това е сключената през 1596 г. Брестката църковна уния. Тя е довела до много промени - преминаването към гръко-католицизма по родните му земи, променената образователна система, в която активно е започнал да навлиза йезуитски модел, но също и загубата на православните християнски ценности като цяло. Именно затова писателят отново напуска Украйна и се връща в Атон. През живота си посещава още  много манастири, сред които са Манявския манастир, Унивския манастир. 
Смъртта на Иван Вишенски не е съвсем ясна, но според различните източници, той умира около 1620-1621 година в Атон. През 2016 г. е канонизиран за светец, въпреки че никога не е бил широко познат - нито приживе, нито след смъртта си. Това е причината и да има много малко запазени текстове от него. Главните разпространители на неговото име в Украйна, през 19 век, са Михаела Грушвески, Иван Франко и Дметро Чижевски.

## Творчество
От творчеството на Иван Вишенски до нас са достигнали около 16 творби. Повечето от неговите произведения се намират в сборника „Книжка“, писан в годините 1599-1600. Авторът планира да издаде сборника в печатницата на Строжката книжовна школа, но това така и не се случва и именно заради това неговите писания остават запазени единствено в ръкопис. Почти всички текстове на Иван Вишенски  са във вида на послания или писма, писани до украинския народ или до украински личности от неговото съвремие. Интересно аз неговия стил и език на писане, е че те сякаш не се поместват в рамките на Средновековието. Полемистът, разглежда земния живот като долен свят. Това е едно виждане, което много го доближава до богомилите. В своите произведения, Вишенски много често призовава към борба срещу католизирането на народа си и срещу латинската философия. А изворите, които използва, са предимно библейски – деяния и послания на апостолите и други църковни писания. Неговите творби са богати на наративни средства и в тях се среща градация, показана чрез много възклицателни и въпросителни изречения.  Главна цел на автора е да предупреди читателите за евентуални необмислени решения и да ги запознае с религиозните и социални проблеми, които са факт по неговите родни земи. За целта обръщенията му са изпълнени с експресивност. Много често полемистът си служи с хаплив сарказъм, обърнат към враговете на народа си и насмешливо описва суровата действителност. Той критикува цялата църковна и светска система по онова време и моралния упадък на висшите слоеве на обществото. Но въпреки това, неговият език никога не минава границата на пристойното. Заради този негов сарказъм обаче посланията му могат да бъдат приспаднати към жанр, който се появява на по-късен етап – памфлетът. В стила на писане на Иван Вишенски могат да бъдат видени и много заемки от византийската проповед. Неговият тон е тържествен и емоционален, умело борави със сравнения, много епитети и иронично представяне на детайлите от ежедневието. Езикът му е близо до народния, простия език. 

### „Книжка“
„Книжка“ - Cборникът с негови текстове съдържа две въведения, един увод и десет произведения, които са писани между 1588 и 1600г. Уводът е озаглавен „Оглавленіє писаного в книжці краткословіє“. Първото произведени носи заглавието „Обліченіє диявола миродержця...“ и по своята същност представлява диалог между православния християнин и дявола. Освен него, важни текстове от „Книжка“ са и „Послання до єпископів“ (по повод Бретската църковна уния), Про єретиків”, Писаніє до всіх обще, в Лядськой землі живущих” (1988), и др. В десета глава Вишенски публикува житиеписния текст „Новина или известие за намиране на тялото на убития охридски архиепископ Варлаам, пострадал за истината в град Велес и хвърлен в реката, наречена Вардар....“, посветен на намирането и пренасянето на мощите на охридския архиепископ Варлаам.
До нас са достигнали и още 5 негови творби, от които най-важни са „Краткословний отвіт... против... Петра Скарги” (1601) и "Позорище мисленноє" (1615-1616). През 1615-1616 г. авторът написва и своето последно стигнало до нас произведение - „Позорище мысленноє“. В него той описва живота на долната класа на обществото – живота на селяните.

### Запазени произведения:
- „Книжка“ – сборник с текстове, 1600 г.
  -  "Писаніє до всѣх обще, в Лядской земли живущих" (1588)
  - "Извѣщеніє краткоє о латинских прелестях…"(1588—1589)
  -  "Обличеніє діявола-миродержца…" (1599—1600)
  - "Послання князю Василю Острозькому…" (1599—1600)
  - "Порада" (1599—1600)
  - "Писаніє к утекшим от православкой вѣри єпископам" (1598)
  - "О єретиках" (1599—1600)
  - "Загадка философам латинским…" (1599–1600)
  - "Слѣд к постиженію и изучению художества…" ("Слѣд краткий") (1599—1600)
  -  "Новина, или Вѣсть, о обрѣтении тѣла убитаго Варлаама, архиепископа Охридскаго, во градѣ Велисѣ за истинну пострадавшего и в рѣку, завомую Вардар, вверженнаго; како обрѣтен быст..."
- "Краткословный отвѣт Феодула…  Петру Скарге" (1601)

- "Послания Домнікії" (1605)
- "Зачапка мудрого латынника з глупым русином" (1608—1609)
- "Послання львівському братству"  (1610)
- "Послання Іову Княгиницькому" (1610)
- "Позорище мысленноє" (1615—1616)

Съчиненията на Вишенски са издадени през 1955 година от И. П. Ерьомин.